# 临淄北站
临淄北站，位于中华人民共和国山东省淄博市临淄区凤凰镇王青村北，是济青高速铁路上的高铁站，于2018年12月26日启用，由中国铁路济南局集团有限公司管辖。

## 車站周邊
- 齐故城排水道口
- 临淄区齐都镇古城小学
- 运粮河湿地公园

## 歷史
- 2018年12月26日启用。

## 外部連結
- 中国铁路客户服务中心（页面存档备份，存于）